# إيدموند قروبر
إيدموند قروبر (بالألمانية: Edmund Gruber) (5 سبتمبر 1936 - 8 نوفمبر 1996) هو صحفي ألماني راحل في التلفزيون الألماني ومدير سابق لإذاعة ألمانيا، من مواليد ميونيخ.

## روابط خارجية
- إيدموند قروبر على موقع مونزينجر (الألمانية)